# Інше інтерв'ю
«Інше інтерв’ю» — український авторський подкаст у жанрі глибоких інтерв’ю. Автором і ведучим проєкту є комунікаційний фахівець та журналіст Володимир Анфімов. Подкаст присвячений розмовам із відомими українцями, серед яких історики, актори, музиканти, правозахисники та громадські діячі.
Проєкт здобув популярність на українському подкаст‑ринку, а журналістська спільнота та міжнародні медіа відзначали його як один із впливових незалежних аудіопроєктів.

## Історія
Подкаст був запущений у 2020 році. В інтерв’ю для видання The Village Україна ведучий розповідав, що підготовка до старту включала професійну фотосесію, роботу дизайнера та звукорежисера, оренду студії та ретельний підбір гостей.
Спершу програма виходила російською мовою, але після кількох випусків Анфімов перейшов на українську, пояснюючи це бажанням підтримувати україномовний контент.
У 2023 році радіостанція «Країна ФМ» оголосила, що нові епізоди «Іншого інтерв’ю» транслюються в її ефірі щосереди о 18:00, паралельно з аудіопублікацією на Apple Podcasts, Spotify та YouTube.
За даними видання Na chasi, на базі подкасту сформувалася продюсерська студія Attic, яка згодом розширилася до мережі кількох проєктів.

## Формат
Кожен епізод триває 40–90 хвилин і присвячений неквапливій розмові з однією гостею чи гостем. Ведучий обирає співрозмовників серед істориків, музикантів, письменників, підприємців та волонтерів, зосереджуючись на їхніх особистих і професійних історіях.
Освітній портал Ukrainian Lessons характеризує подкаст як можливість познайомитися з українськими знаменитостями й відзначає, що ведучий прагне створити невимушену атмосферу, відмінну від традиційних медіа‑інтерв’ю.

## Відгуки та популярність
За даними The Village Україна, уже протягом першого місяця існування «Інше інтерв’ю» увійшло до топ‑5 Apple Podcasts у категорії «Суспільство та культура» й стало єдиним українським подкастом, яке Apple включила до свого списку рекомендацій.
Стаття PRO Ідеї підкреслює, що серед гостей подкасту були науковець Ярослав Грицак, акторка Ірма Вітовська, диригентка Оксана Линів, телепродюсер Сергій Притула й шеф‑кухар Євген Клопотенко.
Американська радіостанція WOMR у презентації своєї програми «Ukraine 242» назвала Анфімова «радіо‑ і подкаст‑ведучим популярного українського шоу», що свідчить про міжнародне визнання.

## Благодійна діяльність
Влітку 2024 року команда подкасту разом із благодійним фондом «Підтримай армію України» ініціювала збір коштів на обладнання для 423‑го батальйону безпілотних систем «Демони бурі».
За повідомленням радіостанції «Країна ФМ», у межах кампанії «Інші пташки» слухачам пропонували приєднатися до збору через спеціальну банку, а ведучий регулярно інформував аудиторію про хід проєкту.

## Гості подкасту за роками
| Рік  | Гості |
| ---- | --- |
| 2025 | Любко Дереш, Лариса Якубова, Павло Казарін, Саша Кольцова, Світлана Краковська, Олег Покальчук |
| 2024 | Роман Кечур, Мар'яна Савка, Мар'ян Пиріг, Юрко Прохасько, Антон Дробович, Марина Стародубська, Лариса Якубова, Юрій Чорноморець, Тіберій Сільваші, Максим Остапенко, Сергій Руденко, Олександр Михед, Алла Кошляк, Євген Глібовицький, Ростислав Семків, Ганна Сандалова, Ярослав Грицак, Наталка Біда, Марічка Паплаускайте, Катерина Приймак, Ганна Новосад, Ольга Руднєва, Олександра Матвійчук, Віра Агеєва, Марко Галаневич                                           |
| 2023 | Юлія Паєвська, Андрій Зелінський, Василь Байдак, Мирослав Лаюк, Євген Клопотенко, Айдер Муждабаєв, Роман Лозинський, Тата Кеплер, Євгенія Кузнєцова, Євген Дикий, Корній Грицюк, Сергій Ліпко, Ната Жижченко, Оксана Забужко, Євген Глібовицький, Павло Казарін,Владлен Мараєв, Ігор Козловський, Тарас Лютий, Євген Філатов, Олег Покальчук, Маргарита Бурковська, Жанна Кадирова, Сергій Дмитрієв, Олександр Положинський                                                |
| 2022 | Марина Ер Горбач, Світлана Поваляєва, Валерій Харчишин, Настя Зухвала, Роман Вінтонів, Аліна Горлова, Тамара Горіха Зерня, Вахтанг Кебуладзе, Айдер Муждабаєв, Севгіль Мусаєва, Ірена Карпа, Альберт Цукренко, Володимир Єрмоленко, Саша Кольцова, Олеся Островська-Люта, Мирослава Барчук, Христо Грозев, Оля Русіна, Сергій Танчинець, Соня Сотник, Тарас Чмут, Галина Григоренко, Андрій Козінчук, Ігор Козловський, Олег Сенцов, Катерина Горностай, Ірина Данилевська |
| 2021 | Мар'яна Савка, Дмитро Хоркін, Jamala, Римма Зюбіна, Віталій Дейнега, Іван Примаченко, Віталій Портников, Любко Дереш, Діана Клочко, Домінік Піоте, Женя Янович, Роман Кравець, Едіт Єва Еґер, ONUKA, Сестри Тельнюк, Айдер Муждабаєв, Антон Слєпаков, Євгенія Кузнєцова, Павло Гудімов, Ігор Козловський, Олег Скрипка, Ірма Вітовська, Ярослав Грицак, Володимир Нечипорук                                                                                                |
| 2020 | Дорж Бату, Едіт Єва Еґер, Олексій Гончаренко, Яніна Соколова, Марко Галаневич, Євген Клопотенко, Майкл Щур, Ірена Карпа, Jerry Heil, VovaZIL'Vova, Сергій Притула, Антон Ходза, Марк Лівін, Слава Фролова, Кіра Рудик, Ярослава Кравченко, Богдан Логвиненко, Наталка Макогон, Сашко Положинський, Олександра Мезінова |

## Дистриб'юція
Подкаст доступний на платформах:
- Apple Podcasts,
- NV Подкасти,
- Spotify,
- Abuk,
- YouTube,
- Player FM, Pod.link, We.fo та інші.